# Koulou
Pour l’article ayant un titre homophone, voir Koullou.
Koulou est une commune rurale malienne de l'arrondissement de Balia dans le cercle de Sagabari et la région de Kita. Elle a pour chef-lieu la localité de Balia.

## Géographie
La localité de Baléa chef-lieu communal est située à 55 km au sud du chef-lieu de cercle Sagabari. Au sud, la rivière Djinko affluent du Bakoy marque la frontière avec la République de Guinée, elle rejoint à l'est le Bakoye dans la commune de Gadougou 2 également sur la ligne frontalière Mali-Guinée.
| Kokofata           | Gadougou 1 |            |
| Kouroukoto, Sagalo | Koulou     | Gadougou 2 |
| Naboun             | Siguirini  | Banora     |

## Villages
La commune s'étend sur 10 localités relevées lors du recensement général de 2009. 
Les villages les plus peuplés sont :
- Balia (3 144 habitants) ;
- Krikania (1 627 habitants) ;
- Bendougou (1 276 habitants).

La loi 2023-007 attribue à la commune rurale 10 villages  :
- Balia
- Kambaya
- Krikania
- Kouragué
- Goudamia
- Kébéléa
- Matina
- Labanta
- Balandougou
- Koulobandougou

## Enseignement
Les écoles de la commune de Koulou relèvent du centre d'animation pédagogique de Sagabari et de l'académie d'enseignement de Kita.

## Écologie
La réserve intégrale de Mandé Wula est une aire protégée du Mali instaurée en 2006, elle couvre une surface de 32 520 ha au sud de la commune de Koulou et a pour espèces caractéristiques les : Chimpanzé, Hippotrague, Buffle, Cob défassa et Guib harnaché.